# Ханаан (1901)
„Ханаан“ е български вестник, излязъл в единствен брой на 10 декември 1901 година в София, България.
Планиран е да се публикува всяка неделя. Редактор на вестника е Иван Димитров. Печата се в София, в печатницата на Иван К. Цуцев. Мотото на вестника е Народи на Балканския полуостров – обединявайте се! Заглавията във вестника се публикуват и на френски език. Вестникът е орган на левицата в македонската емиграция. Публикува материали, посветени на македонското революционно освободително движение и застъпва идеята за автономна Македония, включена във Федерацията на свободните балкански народи.